# كين كلارك
كين كلارك (بالإنجليزية: Ken Clark) هو لاعب كرة القدم الكندية أمريكي، ولد في 26 مايو 1948 في ساوثهامبتون في المملكة المتحدة.

## وصلات خارجية
- كين كلارك على موقع مرجع كرة القدم المحترفة.كوم (الإنجليزية)